# Blindschach
Das Blindschach, auch Blindspiel, früher auch als Blindlingsspiel bezeichnet, ist eine Form des Schachs, bei dem mindestens einer der Spieler ohne Ansicht des Schachbretts – aus dem Gedächtnis – spielt. Die Züge werden mittels der Schachnotation angesagt. Blindschach darf nicht verwechselt werden mit dem Blindenschach oder der Schachblindheit.

## Beschreibung
Das Blindspiel war bereits im 8. und 9. Jahrhundert unter den Arabern bekannt. In Europa spielte es der Sarazene Buzzecca erstmals im 13. Jahrhundert. Philidor machte durch sein Blindspiel im 18. Jahrhundert großen Eindruck auf seine Zeitgenossen.
Der französische Psychologe Alfred Binet untersuchte in seinem Buch Psychologie des grands calculateurs et joueurs d'échecs (Paris 1894) erstmals auf wissenschaftlicher Basis die beim Blindspiel ablaufenden Denkprozesse.
Weltmeister Alexander Aljechin machte auf das im Vergleich mit dem normalen Turnierschach zum Teil deutlich gesunkene Niveau der Partien im Blindschach aufmerksam. An dieser Einschätzung hat sich bis heute nichts geändert.
Eine beliebte Variante des Blindspiels ist die Kombination mit dem Simultanschach zum Blind-Simultan-Schach, bei dem der Blindspieler gegen mehrere sehende Gegner gleichzeitig antritt.
Von 1992 bis 2011 veranstaltete der niederländische Schachmäzen und 18. Fernschachweltmeister Joop van Oosterom in Monte Carlo ein jährliches Blind- und Schnellschachturnier (Melody Amber-Turnier) für Elitespieler. Dabei wurden die Züge auf einem Computermonitor ausgeführt, auf dem nur ein leeres Schachbrett und der jeweils letzte Zug des Gegners zu sehen war. Die dort gebotenen Partien wurden teilweise durch gröbste Versehen entschieden, oft sind aber auch diese Partien auf einem erstaunlich hohen Niveau.
Blindschach als Spiel gegen sich selbst beschreibt Stefan Zweig in der Schachnovelle.

## Rekorde

### Die meisten Blindpartien hintereinander
Den Rekord für die meisten Blindpartien hintereinander hielt lange Zeit George Koltanowski, der am 4. Dezember 1960 in San Francisco nacheinander gegen 56 Gegner blind und mit nur 10 Sekunden Bedenkzeit pro Zug antrat. Er gewann 50 Partien und spielte sechsmal remis. Auch Reuben Fine war dafür bekannt, dass er Blindpartien mit nur 10 Sekunden Bedenkzeit pro Zug (Ansageblitz) spielte.

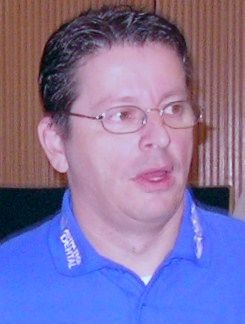
Marc Lang, 26. November 2011 vor Weltrekord in Sontheim

Am 16./17. Juli 2011 wurde der bisherige Rekord in Sontheim/Brenz von Marc Lang gebrochen, der mit einer Bedenkzeit von 5 Minuten plus 5 Sekunden pro Zug nacheinander gegen 60 Gegner antrat, wobei er 50,5 Punkte aus 60 Partien erzielte. Die Partien wurden über einen Schachserver ausgetragen, wobei Lang jeweils nur ein leeres Schachbrett sah, auf dem er die Züge per Mausklick ausführte.
Dieser Rekord hielt bis zum 24. September 2016, als Timur Gareyev 64 Blindschachpartien hintereinander spielte.

### Die meisten Gegner beim Blind-Simultan
Marc Lang errang am 27. November 2011 in Sontheim einen neuen Weltrekord im Blind-Simultan-Schach, als er gegen 46 Gegner gleichzeitig blind spielte und ein Ergebnis von 34,5 zu 11,5 Punkten erzielte. 1040 Züge lang musste er sich merken, wo die anfangs 1472 Figuren auf den 2944 Feldern postiert waren.